# ズニ石
ズニ石またはズニアイト(Zunyite)は、化学式Al13Si5O20(OH,F)18Clのソロケイ酸塩鉱物で、アルミニウム、ケイ素、水素、塩素、酸素、フッ素から構成される。

## 発生

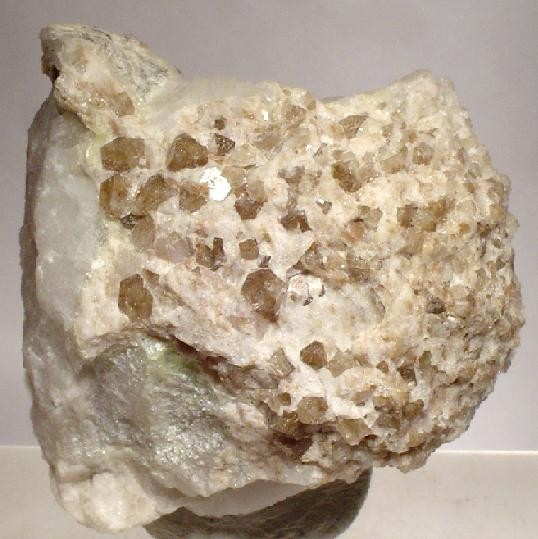
石英のマトリックス中のガラス質、半透明、灰色、擬六方晶系のズニ石結晶。アリゾナ州ドームロック山脈のビッグベルタ鉱山産出(大きさ: 3.3 x 3.2 x 2.8 cm)

ズニ石は、アルミニウム含有量の多い頁岩や熱水による変成を受けた火山岩の中で生じる。その発生は、葉ろう石、カオリナイト、明礬石、ダイアスポア、金紅石、黄鉄鉱、赤鉄鉱、石英と共生している。
1884年に発見され、発見地で模式産地であるコロラド州サンファン郡シルバートンのズニ鉱山に因んで名づけられた。